# Anna Saráyeva
Anna Saráyeva –en ruso, Анна Сараева– (Kúibyshev, 1 de noviembre de 1978) es una deportista rusa que compitió en judo. Ganó una medalla de bronce en el Campeonato Europeo de Judo de 2000, en la categoría de –63 kg.

## Palmarés internacional
| Campeonato Europeo | Campeonato Europeo  | Campeonato Europeo | Campeonato Europeo |
| Año                | Lugar               | Medalla            | Categoría          |
| ------------------ | ------------------- | ------------------ | ------------------ |
| 2000               | Breslavia (Polonia) | Medalla de bronce  | –63 kg             |